# Антоніо Газзанті Пульєзе ді Котроне
Антоніо Ґаззанті Пульєзе ді Котроне (італ. Antonio Gazzanti Pugliese di Cotrone) — італійський юрист та нотаріус. Надзвичайний і Повноважний Посол Мальтійського Ордену в Україні.

## Життєпис

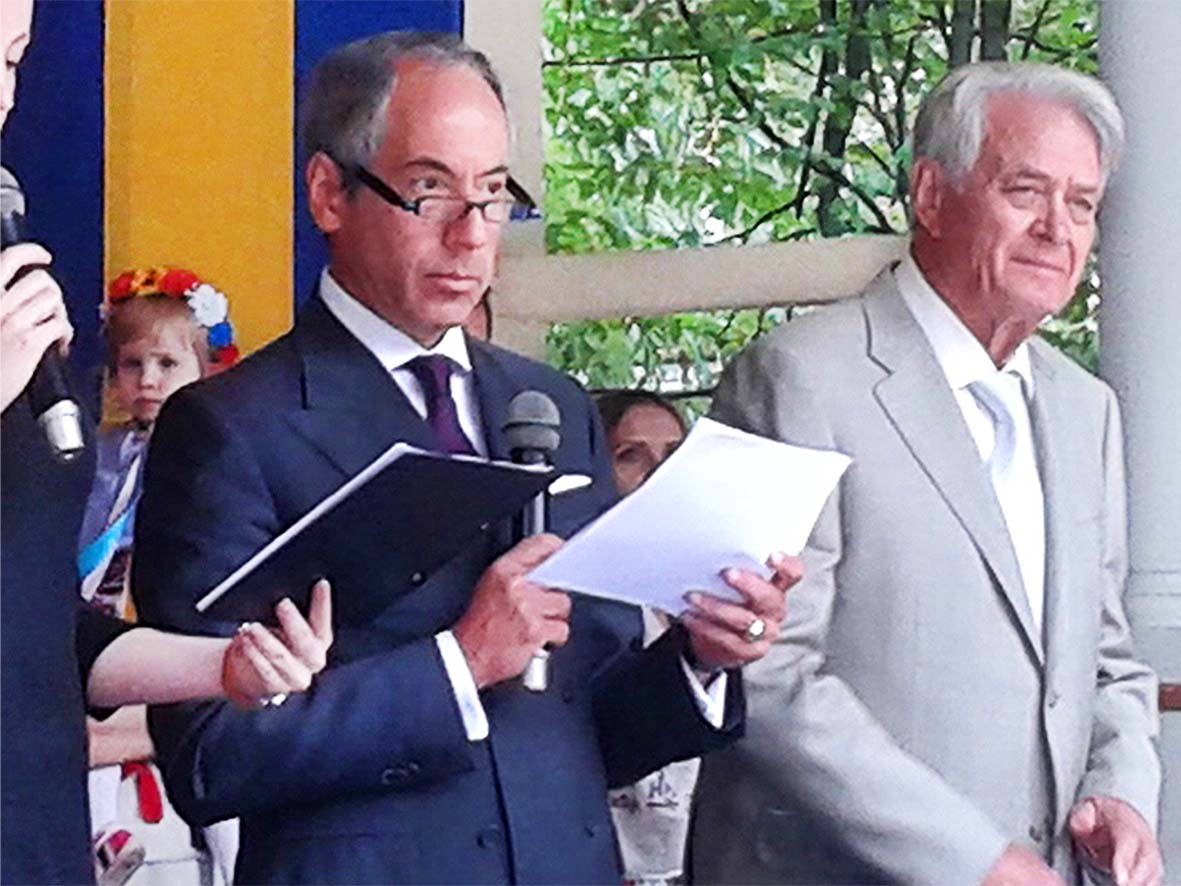
Надзвичайний і Повноважний Посол Мальтійського Ордену в Україні Антоніо Ґаззанті Пульєзе ді Котроне (ліворуч). Європейський університет, 2014

Надзвичайний і Повноважний Посол Мальтійського Ордену в Україні Антоніо Ґаззанті Пульєзе ді Котроне був призначений в Україну в 2014 році Великим Магістром Мальтійського Ордену Метью Фестінгом. До цього займався юридичними та науковими проектами у Римі.
2 липня 2014 року — вручив копії вірчих грамот заступнику Міністра закордонних справ України Наталі Галібаренко.
11 вересня 2014 року — вручив вірчі грамоти Президенту України Петру Порошенку.